# Wilhelm Traeger
Wilhelm Traeger (* 27. Mai 1907 in Wien; † 10. Juli 1980 in Ried im Innkreis) war ein österreichischer Maler und Graphiker der Neuen Sachlichkeit. Von 1970 bis 1974 war er Präsident des Oberösterreichischen Kunstvereins.

## Ausbildung und Wirken
Wilhelm Traeger wuchs in Wien auf und gehörte nach dem Ersten Weltkrieg zu den hungernden Wiener Kindern, die in Dänemark im Sommer aufgepäppelt wurden. Er fand so eine dänische Pflegefamilie, mit der er zeitlebens verbunden blieb und die ihm auch half, sein Studium zu finanzieren. Er studierte von 1925 bis 1933 an der Akademie der bildenden Künste Wien bei Hans Tichy, Wilhelm Dachauer und Josef Jungwirth und ab 1929 in der Meisterklasse von Rudolf Bacher. 1930 legte er die Lehramtsprüfung an der Technischen Hochschule Wien für Mathematik und Darstellende Geometrie ab. Von 1930 bis 1933 unterrichtete er an Wiener Gymnasien von 1933 bis 1936 in Wels und ab 1936 in Ried als Kunsterzieher. 1935 wurde er Mitglied im oberösterreichischen Kunstverein, in der Innviertler Künstlergilde, in der Wiener Secession sowie im Künstlerhaus Wien. 1936 übersiedelte er nach Ried im Innkreis. Während des Zweiten Weltkriegs war er Stabsgefreiter bei der Flak und ab 1942 als Pk-Berichterstatter der deutschen Wehrmacht. Nach dem Krieg setzte er seine Lehrtätigkeit in Ried im Innkreis fort. 1946 bemühte er sich gemeinsam mit Max Bauböck, Walther Gabler und Engelbert Daringer um eine Reorganisation der Innviertler Künstlergilde. Von 1970 bis 1974 war er Präsident des Oberösterreichischen Kunstvereins.

## Werke
- Linolschnittserie Wien 1932, sozialkritische Collagen und Kohlezeichnungen
- In Linzer Franck-Viertel entstand 1963 ein plastisches Metallrelief mit der Inschrift LAWOG[1]

## Ausstellungen
- Wilhelm Traeger zum 100. Geburtstag im Museum Innviertler Volkskundehaus in Ried im Innkreis. In: Infoblatt Nr. 2/2007 S. 21–22, Verband oberösterreichischer Museen

## Auszeichnungen
- Fügerpreis[2]
- Nach ihm ist in Ried im Innkreis die Wilhelm-Traeger-Straße benannt.